# Taavi Aas
Taavi Aas, född 10 januari 1966 i Tallinn, är en estnisk politiker. Från 29 april 2019 till 3 juni 2022 var han Estlands ekonomi- och infrastrukturminister, först i Jüri Ratas andra koalitionsregering och från 26 januari 2021 även på samma post i Kaja Kallas första regering. Aas tillhörde Centerpartiet, vilket han blev medlem i 2002. Han tillkännagav dock den 23 oktober 2023 att han har lämnat partiet.

## Biografi
Aas tog examen i jordbruksekonomi från Estlands lantbruksuniversitet 1991 och har arbetat i ledningen för flera företag och offentliga verksamheter. 2005 blev han vice borgmästare i Tallinn, med särskilt ansvar för stadsplanering och transport. Efter att Edgar Savisaar tvingats avgå som borgmästare 2015 blev Aas tillförordnad borgmästare. 2017 valdes han till ny ordinarie borgmästare, men lämnade posten efter 2019 års val till Riigikogu då han meddelade att han avsåg att verka på det nationella planet under den kommande mandatperioden. Han efterträddes som borgmästare av Mikhail Kõlvart.